# Екатеринбургская городская Дума 7 созыва
Екатеринбургская городская Дума 7 созыва (2018—2023 года) начала свою работу в сентябре 2018 года. Первое заседание думы 7-го созыва состоялось 25 сентября 2018 года.

## Выборы
Выборы в Екатеринбургскую городскую думу VII-го созыва прошли 9 сентября 2018 года. В соответствии с уставом города Екатеринбург, выборы прошли по смешанной избирательной системе, где 18 депутатов избирались по партийным спискам, а ещё 18 — по одномандатным округам. Явка составила 27 %: на выборах проголосовало 286 тысяч человек. «Единая Россия» получила на выборах 31,57 % голосов, КПРФ — 23,02 %, СРЗП — 20,66 %, ЛДПР — 13,77 %, «Яблоко» — Объединённые демократы — 5,44 %.
В думе 7-го созыва действовало 5 фракций:
- Фракция «Единая Россия» — 19 из 36 депутатов.
- Фракция «Справедливая Россия — За правду» — 7 из 36 депутатов.
- Фракция «Коммунистическая партия Российской Федерации» — 6 из 36 депутатов.
- Фракция «Либерально-демократическая партия России» — 3 из 36 депутатов.
- Фракция «Яблоко» — 1 из 36 депутатов.

## Структура

### Комиссии
В составе ЕГД VII созыва действовало 8 комиссий:
- бюджетно-экономические;
- по местному самоуправлению, культурной и информационной политике и связям с общественностью;
- по городскому хозяйству, градостроительству и землепользованию;
- по социальной защите и здравоохранению;
- по безопасности жизнедеятельности населения;
- по развитию образования, науки, физической культуры, спорта и молодежной политике;
- по муниципальной собственности;
- по экономическому развитию и инвестициям, промышленности и предпринимательской деятельности.

### Рабочие группы ЕГД
- Опросная рабочая группа по вопросу строительства Собора Святой Екатерины[2];
- Рабочая группа по развитию дворового спорта[3];
- Рабочая группа по доработке проекта решения Екатеринбургской городской Думы "Об утверждении Положения «О ежегодном отчете Главы Екатеринбурга перед Екатеринбургской городской Думой»;
- Рабочая группа по утверждению программных статей расходов городского бюджета[4];
- Рабочая группа по вопросам содействия развитию малого и среднего предпринимательства;
- Рабочая группа по развитию восьмого района города (по преобразованию микрорайона Академический в район)[5].

## Состав
Выбывшие депутаты
| Фамилия Имя Отчество                         | Дата рождения | Способ избрания                                                                                  | До избрания | Должность в городской думе |
| -------------------------------------------- | ------------- | ------------------------------------------------------------------------------------------------ | --- | --- |
| Единая Россия                                |               |                                                                                                  | | |
| Арбузова Галина Николаевна                   | 01.10.1947    | Избрана по партийному списку (Территориальная группа № 15: Орджоникидзевская)                    | Директор школы № 67 Орджоникидзевского района | Председатель комиссии по развитию образования, науки, физической культуры, спорта и молодёжной политике                       |
| Бондаренко Елена Вениаминовна                | 13.08.1975    | Избрана по одномандатному избирательному округу № 17                                             | Руководитель Местного исполнительного комитета Чкаловского Местного отделения партии Единая Россия г. Екатеринбурга в Отделе по обеспечению деятельности местных отделений Партии             | Председатель комиссии по бюджету и экономической политике                                                                     |
| Боярский Сергей Николаевич                   | 06.10.1957    | Избран по партийному списку (Территориальная группа № 10: Ленинская)                             | Главный врач в ООО «Первая детская поликлиника» | Заместитель председателя комиссии по социальной защите и здравоохранению                                                      |
| Вихарев Алексей Андреевич                    | 28.10.1984    | Избран по одномандатному избирательному округу № 15                                              | Адвокат в Адвокатском кабинете Вихарева Алексея Андреевича | Председатель комиссии по местному самоуправлению, культурной и информационной политике и связям с общественностью             |
| Володин Игорь Валерьевич                     | 28.12.1962    | Избран по одномандатному избирательному округу № 14                                              | Депутат Законодательного Собрания Свердловской области | Председатель Екатеринбургской городской думы                                                                                  |
| Воронин Сергей Николаевич                    | 12.06.1973    | Избран по общегородской части списка партии Единая Россия                                        | Советник ректора Уральского государственного экономического университета по вопросам гражданско-патриотического воспитания                                                                    | Председатель комиссии по безопасности жизнедеятельности населения                                                             |
| Воронин Сергей Николаевич                    | 12.06.1973    | Одномандатный избирательный округ № 9                                                            | Советник ректора Уральского государственного экономического университета по вопросам гражданско-патриотического воспитания                                                                    | Председатель комиссии по безопасности жизнедеятельности населения                                                             |
| Жуков Тимофей Романович                      | 04.02.1994    | Избран по общегородской части списка партии Единая Россия                                        | Президент фонда «Город без наркотиков» | Заместитель председателя комиссии по безопасности жизнедеятельности населения                                                 |
| Жуков Тимофей Романович                      | 04.02.1994    | Одномандатный избирательный округ № 3                                                            | Президент фонда «Город без наркотиков» | Заместитель председателя комиссии по безопасности жизнедеятельности населения                                                 |
| Крицкий Владимир Павлович                    | 12.04.1959    | Избран по одномандатному избирательному округу № 7                                               | Генеральный директор в АО «ЛСР. Недвижимость — Урал» | Член комиссии по бюджету и экономической политике                                                                             |
| Матвеев Михаил Никитович                     | 16.03.1957    | Избран по одномандатному избирательному округу № 6                                               | Заместитель главы Администрации города Екатеринбурга по вопросам социальной политики | Член комиссии по местному самоуправлению, культурной и информационной политике и связям с общественностью                     |
| Мелёхин Сергей Владимирович                  | 19.09.1965    | Избран по одномандатному избирательному округу № 2                                               | Депутат Екатеринбургской городской думы VI созыва | Член комиссии по развитию образования, науки, физической культуры, спорта и молодёжной политике                               |
| Немец Анастасия Сергеевна                    | 30.07.1982    | Избрана по общегородской части списка партии Единая Россия                                       | Диспетчер диспетчерской службы Государственного казённого учреждения Свердловской области. «Территориальный центр мониторинга и реагирования на чрезвычайные ситуации в Свердловской области» | Заместитель председателя Комиссии по местному самоуправлению, культурной и информационной политике и связям с общественностью |
| Овчинникова Ира Александровна                | 07.02.1960    | Избран по одномандатному избирательному округу № 1                                               | Депутат Екатеринбургской городской думы VI созыва | Член комиссии по бюджету и экономической политике                                                                             |
| Пустозеров Павел Александрович               | 22.02.1978    | Избран по одномандатному избирательному округу № 11                                              | Первый заместитель директора ООО «ГУДСР» | Член комиссии по городскому хозяйству, градостроительству и землепользованию                                                  |
| Сергин Дмитрий Рифович                       | 04.11.1967    | Избран по одномандатному избирательному округу № 16                                              | Депутат Екатеринбургской городской думы VI созыва | Член комиссии по местному самоуправлению, культурной и информационной политике и связям с общественностью                     |
| Смирнов Владимир Викторович                  | 27.04.1981    | Избран по партийному списку (Региональная группа № 14: Орджоникидзевская)                        | Депутат Екатеринбургской городской думы VI созыва | Заместитель председателя комиссии по экономическому развитию и инвестициям, промышленности и предпринимательской деятельности |
| Смирнягин Николай Сергеевич                  | 25.04.1981    | Избран по одномандатному избирательному округу № 10                                              | Генеральный директор Управляющей компании «Академический» | Член комиссии по городскому хозяйству, градостроительству и землепользованию                                                  |
| Тестов Виктор Николаевич                     | 16.11.1962    | Избран по одномандатному избирательному округу № 5                                               | Заместитель Председателя Екатеринбургской городской Думы VI созыва | Заместитель председателя Екатеринбургской городской думы                                                                      |
| Справедливая Россия — За Правду              |               |                                                                                                  | | |
| Боркова Любовь Павловна                      | 21.01.1948    | Избрана по одномандатному избирательному округу № 13                                             | Сопредседатель Орджоникидзевского райсовета ветеранов-учителей | Заместитель председателя комиссии по развитию образования, науки, физической культуры, спорта и молодёжной политике           |
| Вечкензин Михаил Валерьевич                  | 02.08.1987    | Избран по одномандатному избирательному округу № 12                                              | Депутат Екатеринбургской городской думы VI созыва | Председатель комиссии по муниципальной собственности                                                                          |
| Караваев Александр Александрович             | 18.11.1982    | Избран по общегородской части списка партии Справедливая Россия                                  | Депутат Екатеринбургской городской думы VI созыва | Член комиссии по городскому хозяйству, градостроительству и землепользованию                                                  |
| Козлов Владимир Игоревич (с 14.02.2019)      | 08.11.1982    | Избран по партийному списку (Территориальная группа № 3: Верх-Исетская) (Передан мандат Швалева) | Помощник депутата Екатеринбургской городской думы | Член комиссии по социальной защите и здравоохранению                                                                          |
| Колесников Александр Евгеньевич              | 08.01.1968    | Избран по одномандатному избирательному округу № 4                                               | Глава ООО "УК «РЭМП Железнодорожного района». | Председатель Комиссии по городскому хозяйству, градостроительству и землепользованию                                          |
| Мещеряков Алексей Алексеевич                 | 23.06.1993    | Избран по партийному списку (Территориальная группа № 7: Кировская)                              | Юрисконсульт в ООО «Финансы и Право» | Заместитель председателя комиссии по развитию образования, науки, физической культуры, спорта и молодёжной политике           |
| Холодарёв Алексей Юрьевич                    | 28.01.1976    | Избран по партийному списку (Региональная группа № 12: Октябрьская)                              | Директор ООО «Рассвет» | Заместитель председателя комиссии по бюджету и экономической политике                                                         |
| Швалев Антон Александрович (до 29.01.2019)   | 01.10.1982    | Избран по общегородской части списка партии Справедливая Россия                                  | Депутат Екатеринбургской городской думы VI созыва | Заместитель главы комиссии по экономическому развитию                                                                         |
| Коммунистическая Партия Российской Федерации |               |                                                                                                  | | |
| Гордеев Олег Сергеевич                       | 17.09.1987    | Избран по партийному списку (Территориальная группа № 18: Чкаловская)                            | Заместитель директора ООО «УралСтройПраво» | Заместитель председателя комиссии по социальной защите и здравоохранению                                                      |
| Пирожков Андрей Александрович                | 27.09.1995    | Избран по партийному списку (Территориальная группа № 17: Чкаловская)                            | Помощник депутата Законодательного Собрания Свердловской области | Заместитель председателя комиссии по развитию образования, науки, физической культуры, спорта и молодёжной политике           |
| Скоморохова Римма Вениаминовна               | 26.12.1964    | Избрана по общегородской части списка партии КПРФ                                                | Глава Свердловского регионального отделения Общероссийской общественной организации «Дети войны»                                                                                              | Председатель комиссии по социальной защите и здравоохранению                                                                  |
| Сомиков Виктор Александрович                 | 16.02.1963    | Избран по одномандатному избирательному округу № 18                                              | Главный инженер в ООО «Антей» | Член комиссии по местному самоуправлению, культурной и информационной политике и связям с общественностью                     |
| Ступников Роман Русланович                   | 28.11.1981    | Избран по партийному списку (Территориальная группа № 16: Чкаловская)                            | Помощник депутата Законодательного Собрания Свердловской области | Член комиссии по бюджету и экономической политике                                                                             |
| Шадрин Сергей Анатольевич                    | 26.05.1971    | Избран по общегородской части списка партии КПРФ                                                 | Исполнительный директор АО «Земельный ресурс». | Член комиссии по местному самоуправлению, культурной и информационной политике и связям с общественностью                     |
| Либерально-демократическая партия России     |               |                                                                                                  | | |
| Вихарев Григорий Андреевич                   | 22.02.1990    | Избран по одномандатному избирательному округу № 8                                               | Депутат Екатеринбургской городской думы VI созыва | Председатель постоянной комиссии по экономическому развитию и инвестициям, промышленности и предпринимательской деятельности  |
| Гусев Антон Александрович                    | 23.01.1976    | Избран по общегородской части списка партии ЛДПР                                                 | Помощник депутата Государственной думы РФ | Заместитель председателя комиссии по муниципальной собственности                                                              |
| Николаев Дмитрий Юрьевич                     | 29.03.1978    | Избран по партийному списку (Территориальная группа № 8: Кировская)                              | Индивидуальный предприниматель | Заместитель председателя постоянной комиссии по безопасности жизнедеятельности населения                                      |
| Яблоко                                       |               |                                                                                                  | | |
| Киселёв Константин Викторович                | 18.05.1963    | Избран по общегородской части списка партии Яблоко                                               | Активист Яблока | Член комиссии по местному самоуправлению, культурной и информационной политике и связям с общественностью                     |